# أندريه مارتنس
أندريه ريناتو سواريس مارتنس (بالبرتغالية: André Martins‏) وهو لاعب كُرَة قَدَم برتغالي في مركز الوسط ولد في يوم 21 يناير 1990 في مدينة سانتا ماريا دي فيرا في البرتغال وهو يلعب حالياً مع نادي سبورتينغ لشبونة وسبق له اللعب مع نادي بينهلالوفينس ونادي بيلينينسش وريال ماساما ونادي فيرينزه ونادي أرغونسلها ولعب مع منتخب البرتغال لكرة القدم ويبلغ طوله 166 سم.

## روابط خارجية
- أندريه مارتنس على موقع الاتحاد الأوربي (الإنجليزية)
- أندريه مارتنس على موقع قاعدة بيانات كرة القدم.إي يو (الإنجليزية)
- أندريه مارتنس على موقع ناشيونال فوتبول تيمز (الإنجليزية)
- أندريه مارتنس على موقع Soccerway.com (الإنجليزية)
- أندريه مارتنس على موقع عالم كرة القدم.نت (الإنجليزية)
- أندريه مارتنس على موقع أوليمبيديا (الإنجليزية)
- أندريه مارتنس على موقع AS.com (الإسبانية)